# Joan-Carles Mèlich
Joan-Carles Mèlich Sangrà (Barcelona, 1-12-1961) es licenciado en Filosofía y doctor en Filosofía y Letras por la Universidad Autónoma de Barcelona. Actualmente es profesor titular de Filosofía de la Educación y miembro del grupo de investigación Cuerpo y Textualidad de la misma universidad. Es autor de diversas obras de filosofía, ética y educación, de corte ensayístico. Forma parte de la que algunos medios de comunicación consideran nueva promoción de pensadores de la escena cultural catalana junto a Marina Garcés y Josep Maria Esquirol.

## Biografía
Nació en Barcelona y estudió la licenciatura de filosofía en la Universidad Autónoma de Barcelona (1979-1984). En 1984, inicia su tesis doctoral dirigida por Octavi Fullat sobre el concepto de situaciones-límite en Karl Jaspers y sus implicaciones en filosofía de la educación. En el año 1988 obtuvo el grado de doctor en esta misma universidad. En 1991 fue nombrado profesor titular del área de Teoría e Historia de la Educación en la Facultad de Ciencias de la Educación de la (Universidad Autónoma de Barcelona). Entre los años 1992 y 1995 asistió regularmente a los seminarios con el profesor Bernhard Waldenfels en la Ruhr-Universität Bochum (Alemania). Desde 1995 combina sus clases y artículos en revistas especializadas con la elaboración de una obra ensayística alrededor de la noción de finitud, en la que incorpora referencias filosóficas, literarias y cinematográficas. 
En el 2000 inició su colaboración con Lluís Duch. Juntos escribieron Escenarios de la corporeidad y Ambigüedades del amor (ambas obras publicadas en catalán en Publicacions de l'Abadia de Montserrat y en castellano en Ediciones Trotta). Colabora en diversos medios de comunicación. En 2022 el Ministerio de Cultura del Gobierno de España le concedió el Premio Nacional de Ensayo por su obra La fragilidad del mundo. Ensayo sobre un tiempo precario (Tusquets Editores, 2021).

## El pensamiento de Mèlich

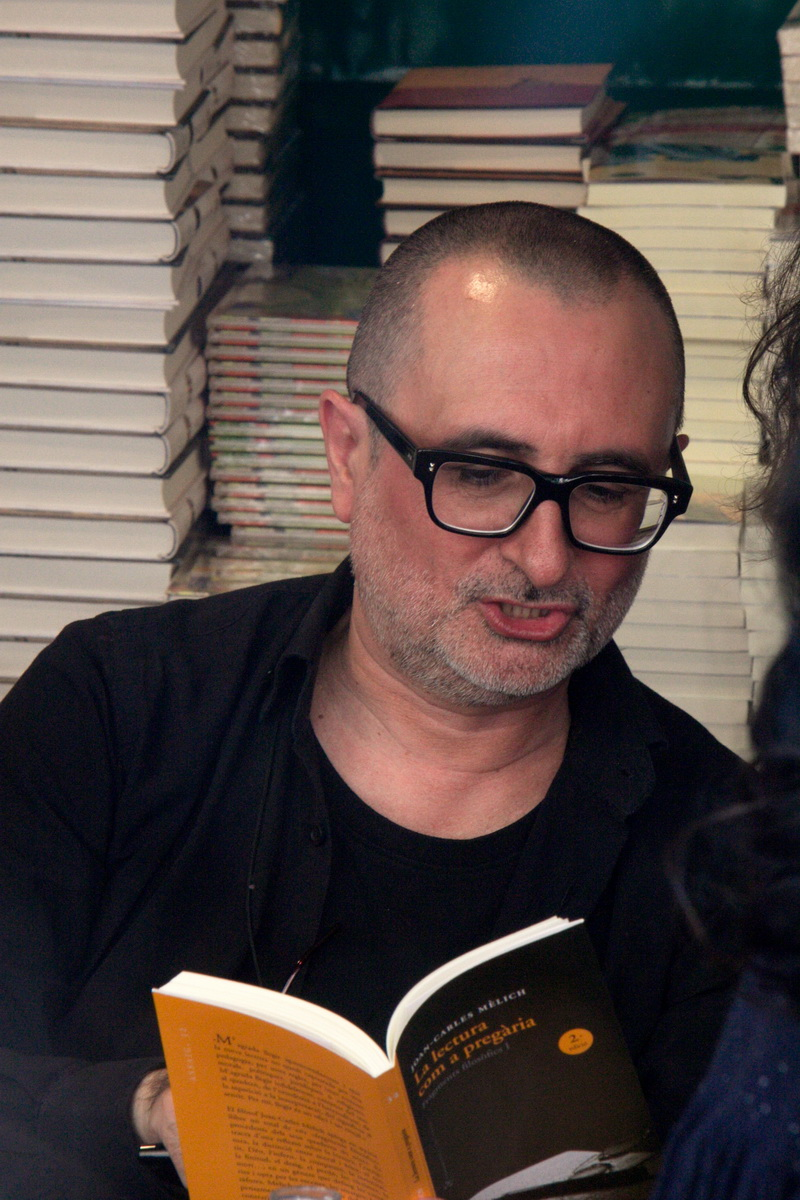
Díada de Sant Jordi 2015

Su obra se caracteriza por la configuración de una filosofía antropológica de la finitud, en las diversas formas en que ésta se presenta. Se ha ocupado de estudiar las situaciones-límite, la expresión simbólica, mítica y ritual, el sufrimiento y la memoria (esta última a partir de los relatos de los supervivientes de los campos de concentración nazis), el cuerpo y el deseo, así como la cuestión de la contingencia, la fragilidad y la vulnerabilidad. Su pensamiento filosófico gira sobre todo alrededor de la cuestión ética. Mèlich la define como una relación de alteridad en la que la presencia del otro rompe el orden establecido, sea moral, legal o político, así como los proyectos y las expectativas del yo. Aparece aquí su ética de la compasión, una ética que rompe sobre todo con los planteamientos kantianos y neokantianos (como por ejemplo los de las éticas dialógicas), y situándose cercana a autores como Emmanuel Levinas y Jacques Derrida, entre otros.
La educación es uno de los temas fundamentales de la obra filosófica de Mèlich. Según él la relación educativa es una relación dual, de dos, ni pública ni privada, sino íntima, cara a cara, asimétrica. La educación es, en este sentido, un acontecimiento ético. En la relación educativa, la memoria y el testimonio ocupan un lugar primordial. Mientras que la pedagogía moderna y contemporánea ha desprestigiado la memoria, Mèlich la reivindica como la facultad primordial que tenemos los seres humanos para instalarnos en el mundo. La memoria no es el mero recuerdo del pasado, sino la tensión entre el recuerdo y el olvido, es el impulso que nos lanza al porvenir, a un futuro que nunca será del todo bueno ni del todo justo, porque nunca vivimos en el mejor de los mundos posibles.
Por otro, lado Mèlich distinguirá en su libro Ética de la compasión entre el testimonio y el ejemplo. En la estela del Tractatus logico-philosophicus de Ludwig Wittgenstein,  distingue entre el “decir” y el “mostrar”. El testimonio, figura clave de toda relación educativa, no dice nada ni es ejemplo de nada. El testimonio muestra, transmite una experiencia, pero no para que sea imitada sino para que el otro la reelabore. Porque somos finitos, porque somos seres “desde” una situación, un contexto y una historia, necesitamos puntos de referencia, siempre frágiles y revisables, que nos sirvan de apoyo en los momentos críticos de la existencia. El testimonio cumple esta función. Para desarrollar esta tesis, Mèlich estudia sobre todo los relatos de los supervivientes de los campos de concentración y de exterminio nazis: Primo Levi, Elie Wiesel, Jorge Semprún, entre otros.

## Obras principales
- Antropología simbólica y acción educativa (1996), Ediciones Paidós
- Totalitarismo y fecundidad. La filosofía frente a Auschwitz (1998)
- La educación como acontecimiento ético (2000) (En colaboración con Fernando Bárcena)
- La ausencia del testimonio. Ética y pedagogía en los relatos del Holocausto (2001)
- Filosofía de la finitud (2002); nueva edición revisada y aumentada (2012), Herder Editorial, ISBN 9788425428647
- La lección de Auschwitz (2004), Publicacions de l'Abadia de Montserrat.
- Transformaciones. Tres ensayos de filosofía de la educación (2006)
- Ética de la compasión (2010); Herder Editorial, ISBN 9788425428647
- Lógica de la crueldad (2014); Herder Editorial, ISBN 978-84-254-3256-9
- La lectura como plegaria. Fragmentos filosóficos I (2015); Fragmenta Editorial, ISBN 978-84-15518-12-9
- La prosa de la vida. Fragmentos filosóficos II (2016); Fragmenta Editorial, ISBN 978-84-15518-55-6
- L'experiència de la pèrdua (2017) , Arcàdia Editorial, ISBN 978-84-947174-1-3. Traducción castellana: La experiencia de la pérdida (2022); Fragmenta Editorial, ISBN 978-84-17796-60-0.
- La condició vulnerable (2018), Arcàdia Editorial, ISBN 978-84-948205-2-6. Traducción castellana: La condición vulnerable (2023); Fragmenta Editorial, ISBN 978-84-17796-72-3 .
- Contra los absolutos (2018); Fragmenta Editorial, ISBN 978-84-15518-90-7
- La religión del ateo (2019); Fragmenta Editorial, ISBN 978-84-17796-04-4
- La sabiduría de lo incierto. Lectura y condición humana (2019); Tusquets Editores, ISBN 978-84-9066-744-6
- La fragilidad del mundo: Ensayo sobre un tiempo precario (2021); Tusquets Editores, ISBN 978-849066-928-0 (Premio Nacional de Ensayo 2022)
- El escenario de la existencia. Ensayo sobre el drama humano (2025); Tusquets Editores, ISBN 978-84-1107-591-6